# Světový pohár v cyklokrosu 2014/2015
Světový pohár v cyklokrosu 2014/2015 začal závodem v nizozemském Valkenburgu 19. října 2014 a skončil 25. ledna 2015 v nizozemském Hoogerheide. Vítězství z předchozí sezony neúspěšně obhajovali v elitních kategoriích Lars van der Haar a Katherine Compton.

## Závody
Oproti předchozí sezóně měl pohár pouze šest závodů. Ze seriálu vypadly závody v Římě, Nommany a v Táboře, kde se konal světový šampionát. Nově byl poprvé v historii světových pohárů přidán závod na Britských ostrovech v Milton Keynes a vrátil se závod v Hoogerheide, kde se konalo předchozí mistrovství světa.
| Datum        | Dějiště        | Země           | Vítěz muži Elite           | Vítězka ženy Elite      |
| ------------ | -------------- | -------------- | -------------------------- | ----------------------- |
| 19. říjen    | Valkenburg     | Nizozemsko     | Lars van der Haar (NED)    | Katherine Compton (USA) |
| 22. listopad | Koksijde       | Belgie         | Wout Van Aert (BEL)        | Sanne Cant (BEL)        |
| 29. listopad | Milton Keynes  | Velká Británie | Kevin Pauwels (BEL)        | Sanne Cant (BEL)        |
| 21. prosinec | Namur          | Belgie         | Kevin Pauwels (BEL)        | Kateřina Nash (CZE)     |
| 26. prosinec | Heusden-Zolder | Belgie         | Lars van der Haar (NED)    | Marianne Vosová (NED)   |
| 25. leden    | Hoogerheide    | Nizozemsko     | Mathieu van der Poel (NED) | Eva Lechner (ITA)       |

## Celkové pořadí

### Muži
| Pořadí | Jméno                   | Body |
| ------ | ----------------------- | ---- |
| 1      | Kevin Pauwels (BEL)     | 430  |
| 2      | Lars van der Haar (NED) | 345  |
| 3      | Corné van Kessel (NED)  | 307  |
| 4      | Philipp Walsleben (GER) | 306  |
| 5      | Tom Meeusen (BEL)       | 290  |
| 6      | Jens Adams (BEL)        | 256  |
| 7      | Giani Vermeersch (BEL)  | 255  |
| 8      | Francis Mourey (FRA)    | 212  |
| 9      | Jeremy Powers (USA)     | 210  |
| 10     | Julien Taramarcaz (SUI) | 209  |

### Ženy
| Pořadí | Jméno                       | Body |
| ------ | --------------------------- | ---- |
| 1      | Sanne Cant (BEL)            | 246  |
| 2      | Ellen van Loy (BEL)         | 204  |
| 3      | Katherine Compton (USA)     | 187  |
| 4      | Lucie Chainel-Lefevre (FRA) | 176  |
| 5      | Sophie de Boer (NED)        | 169  |
| 6      | Sabrina Stultiens (NED)     | 167  |
| 7      | Helen Wyman (GBR)           | 166  |
| 8      | Kateřina Nash (CZE)         | 160  |
| 9      | Nikki Harris (GBR)          | 152  |
| 10     | Marianne Vosová (NED)       | 129  |